# Baranda
Baranda (serbisch-kyrillisch Баранда) ist ein Dorf mit etwa 1500 Einwohnern in der Opština Opovo im Okrug Južni Banat der Vojvodina, Serbien. Es liegt auf der linken Seite der Temesch. Das Dorf ist Mittelpunkt der TV-Serie Vratiće se rode („Die Störche werden zurück kommen“).

## Töchter und Söhne des Dorfs

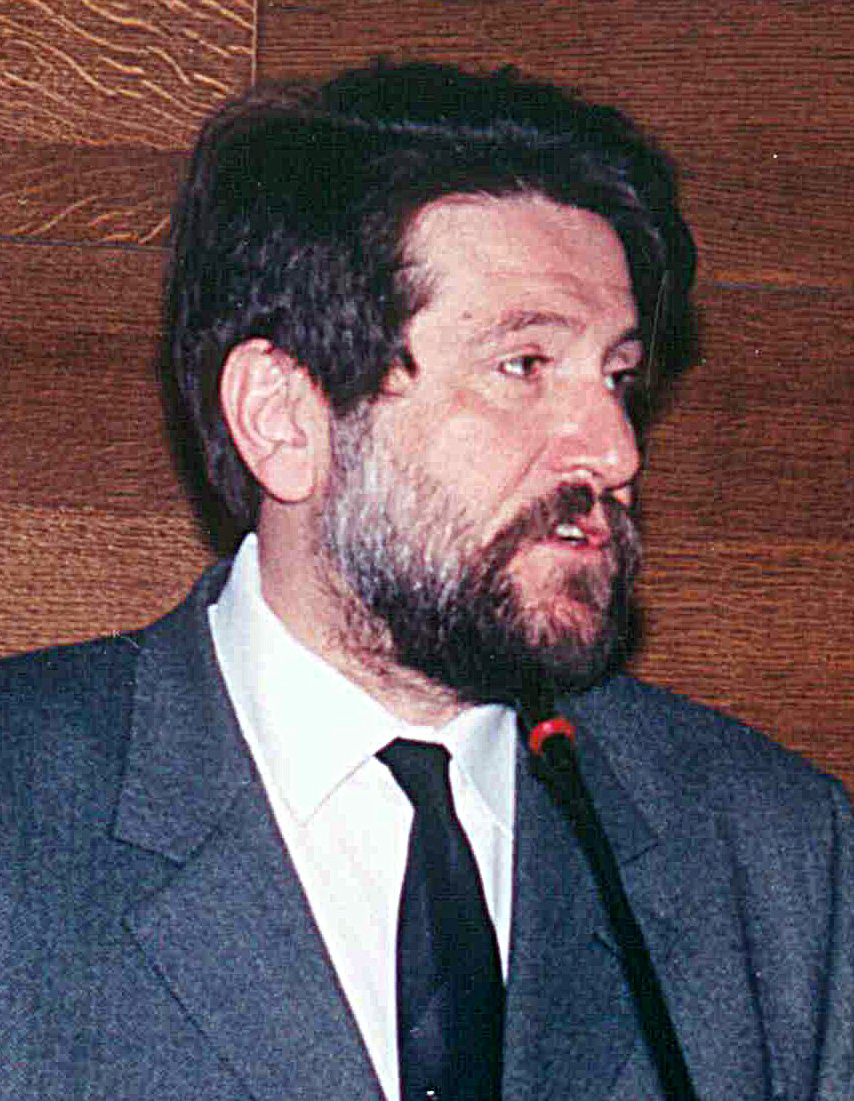
Dragan Veselinov, 2001

- Dragan Veselinov (* 1950), Politiker